# Bahnhof Quadrath-Ichendorf
Der Bahnhof Quadrath-Ichendorf befindet sich in der Frenser Straße 11 in Quadrath-Ichendorf in der Kreisstadt Bergheim im Rhein-Erft-Kreis. Das denkmalgeschützte Empfangsgebäude gehört der Kreisstadt Bergheim und wurde von 2016 bis 2019 zum Kultur- und Integrationsbahnhof Gleis11 durch Förderung aus dem Städtebau-Sonderprogramm Hilfen im Städtebau für Kommunen zur Integration von Flüchtlingen umgebaut. Diesen betreibt die Entwicklungsgesellschaft Bergheim gGmbH (EGBM) im Auftrag der Kreisstadt seit März 2019. Organisiert durch freiwilliges Engagement der Bewohnerschaft und durch das Team der EGBM, finden hier nun soziale und kulturelle Veranstaltungen statt.

## Baugeschichte und Architektur
Als 1928 die 1897 eröffnete Eisenbahnstrecke von Horrem nach Bedburg von der Hauptstraße in Quadrath-Ichendorf etwas weiter südlich an den damaligen Rand des Ortes verlegt wurde, erbaute man den Bahnhof Quadrath-Ichendorf am heutigen Standort als Ersatz für die alten Bahnhöfe in Quadrath und Ichendorf. Der Bahnhof besteht seit 2009 aus dem Bahnsteig und dem Empfangsgebäude, das unter Denkmalschutz steht. Das zweigeschossige Empfangsgebäude aus Backstein zeigt typische Formen der Architektur der Zeit zwischen den beiden Weltkriegen. Man spricht auch vom „Backsteinexpressionismus“.
Die Fassade ist symmetrisch durch einen Mittelrisaliten und sieben Achsen gegliedert. Das Gebäude besitzt ein Walmdach. Der Risalit wirkt turmartig. Er wird über die Traufe hinweggeführt und ist mit einem pyramidenförmigen Zeltdach gedeckt. Ein kupferner Aufsatz bekrönt die Spitze des Turmdaches. Im Erdgeschoss des Risaliten liegt der Eingang. Das Obergeschoss ist durch ein Rautenmosaik in dunklerem Ziegelmaterial verziert, das durch eine Fensteröffnung und eine Bahnhofsuhr unterbrochen wird. Die Rückseite ist nur im Obergeschoss symmetrisch in fünf Achsen aufgeteilt. Das Erdgeschoss erhielt seine Fensteraufteilung nach den inneren Bedürfnissen. Zwei zweiflügelige Fenster sind mit einem dreiflügeligen durch eine Ziegeleinfassung, die über jedem Fenster eine dreieckige Ziermauerung als Flächenmosaik erhielt, verbunden. Sie belichteten ursprünglich die Bahnhofsgastronomie. Daneben befindet sich der Bahnsteigzugang für Reisende. Vorgebaut ist ein Fahrdienstleiterraum mit Balkon und gemauerter Brüstung. Die Gaube auf der Bahnsteigseite des Mansarddaches mit ihrer mittigen, dreieckigen Aufkantung der Traufe gilt als ein charakteristisches, expressionistisches Dachdetail. Auf der nördlichen Schmalseite sind noch die Einschusslöcher eines alliierten Tieffliegerbeschusses aus dem Zweiten Weltkrieg zu sehen.

## Denkmal
Das Bahnhofsgebäude ist mit der Denkmalnummer 221 in die Liste der Baudenkmäler in Quadrath-Ichendorf eingetragen. Die Beschreibung lautet:

„2-geschossiges, traufständiges Backsteingebäude in 7 Achsen mit Mittelrisalit und Walmdach. Die straßenseitige Fassade ist symmetrisch durch einen Risaliten gegliedert. Das zu beiden Seiten des Risalits dreiachsige Gebäude ist mit hochrechteckigen Fensteröffnungen versehen. Das abschließende Traufgesims ist schräg gemauert, mit einer Schattenfuge unter der weit vorkragenden Regenrinne; dies gibt dem Gebäude einen zeittypisch hervorgehobenen Dachanschluss. Das Walmdach zeigt eine für seine Bauzeit typische Schiftung.“

## Anlagen
Bis auf das Durchgangsgleis und das hier abzweigende Anschlussgleis zum Martinswerk sind seit der Inbetriebnahme der 3. Baustufe des ESTW Köln-Ehrenfeld am 29. Oktober 2007 alle anderen Gleise stillgelegt und größtenteils abgebaut. Der Bahnsteig liegt in der Lage des ehemaligen Mittelbahnsteiges und ist als Seitenbahnsteig mit ebenerdigem Zugang ausgeführt, die Gleise am Empfangsgebäude sind nicht mehr vorhanden.

## Verkehrsbedienung

### Schienenverkehr
Der Haltepunkt Quadrath-Ichendorf wird heute stündlich von Regionalbahnen der Linie 38 „Erft-Bahn“ von Köln über Horrem und Bergheim nach Bedburg bedient, tagsüber werktags zwischen Horrem und Bedburg halbstündlich.
| Linie | Verlauf | Takt                                      |
| ----- | --- | ----------------------------------------- |
| RB 38 | Erft-Bahn: Bedburg (Erft) – Glesch – Paffendorf – Zieverich – Bergheim (Erft) – Quadrath-Ichendorf – Horrem – Köln-Ehrenfeld – Köln Hbf – Köln Messe/Deutz Stand: Fahrplanwechsel Dezember 2023 | 60 min 30 min (Bedburg–Horrem wochentags) |

### Busverkehr

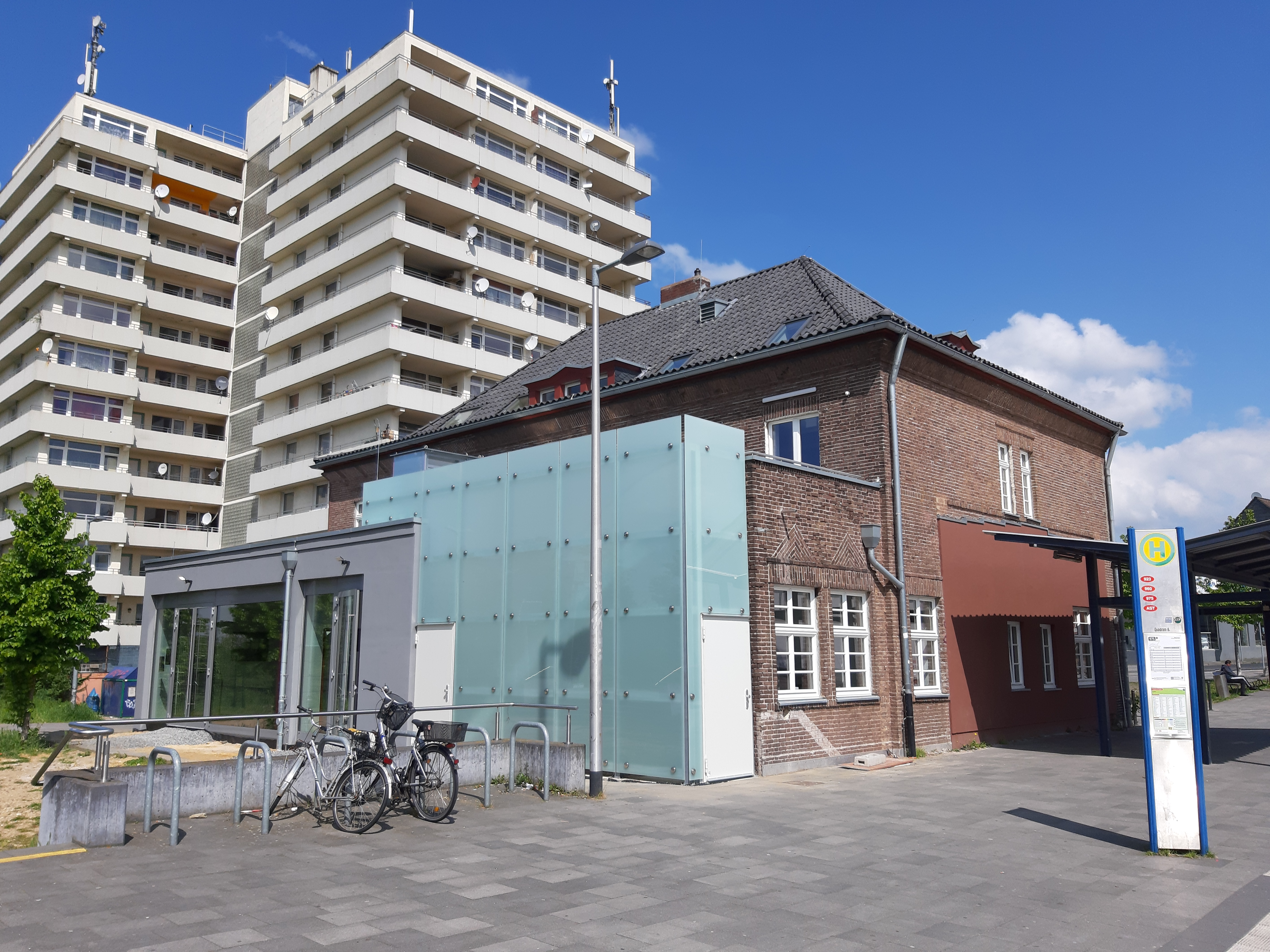
Bushaltestelle am Empfangsgebäude des Bahnhofs Quadrath-Ichendorf

Der Bahnhof Quadrath-Ichendorf ist durch folgende Buslinien der Rhein-Erft-Verkehrsgesellschaft angebunden:
| Linie | Verlauf |
| ----- | --- |
| 915   | Quadrath-Ichendorf Bf – Ahe – Thorr – Zieverich – Elsdorf – Neu-Etzweiler |
| 923   | Stadtverkehr Bergheim |
| 950   | Weiden Zentrum (Stadtb.) – Königsdorf Bf – Quadrath-Ichendorf Bf – Kenten – Bergheim Bf – Zieverich – Thorr – Grouven – Berrendorf – Giesendorf – Elsdorf – Angelsdorf – Esch – Niederembt – Frankeshoven – Oberembt – Bettenhoven – Rödingen |
| 960   | Bergheim Kreishaus – Bergheim Bf – Kenten – Quadrath-Ichendorf – Horrem Bf – Habbelrath – Grefrath – Benzelrath – Frechen Rathaus – Bachem – Gleuel – Hürth-Mitte – Hürth-Hermülheim (Stadtbahn)                                              |
| 961   | Weiden West – Brauweiler – Abtei Brauweiler – Dansweiler – Glessen – Oberaußem – Niederaußem – Quadrath-Ichendorf – Kenten – Bergheim Bf (– Bergheim Kreishaus)                                                                               |
| 969   | Bergheim Bf – Kenten – Quadrath-Ichendorf Bf |
| 970   | Bocklemünd (Stadtbahn) – Pulheim – Stommeln – Fliesteden – Büsdorf – Niederaußem – Oberaußem – Bergheim Bf (/ Quadrath-Ichendorf Bf) |
| 972   | Schülerverkehr: (Weiden West –) Abtei Brauweiler – Fliesteden – Glessen – Büsdorf – Niederaußem – Oberaußem – Quadrath-Ichendorf – Kenten – Bergheim Bf                                                                                       |
| 975   | (Grevenbroich – Laach – Gustorf – Königshoven –) Kaster – Bedburg Bf – Blerichen – Kirdorf – Glesch – Paffendorf – Zieverich – Bergheim Bf – Kenten – Quadrath-Ichendorf – Horrem Bf                                                          |